# JoWooD

Altes Firmenlogo

Die JoWooD Entertainment AG war ein österreichisches Unternehmen der Computerspiel-Branche, das von 1995 bis 2011 bestand. Die Produktpalette von JoWooD umfasste Spiele aller Genres, von Strategie über Simulation bis zu Action und Sport. Das Hauptaugenmerk lag auf der PC-Plattform, JoWooD vertrieb jedoch auch Titel für Spielkonsolen.
Zu Spitzenzeiten unterhielt das Unternehmen fünf eigene Entwicklungsstudios und beschäftigte über 200 Mitarbeiter. Zuletzt waren im Unternehmen noch 24 Mitarbeiter tätig und JoWooD war zu diesem Zeitpunkt nur noch als reiner Publisher tätig. Die Lizenzen und Produkte wurden nach der Insolvenz zusammen mit Teilen der Belegschaft vom schwedischen Publisher Nordic Games erworben.

## Firmengeschichte

### Anfänge bis zur ersten finanziellen Krise
JoWooD wurde 1995 in Ebensee von Dieter Bernauer, Johann Reitinger, Johann Schilcher und Andreas Tobler als Entwicklungsstudio für Computerspiele gegründet. Der internationale Durchbruch gelang 1997 mit dem Computerspiel Industriegigant, das von den Unternehmensgründern selbst entwickelt worden war. Auch danach konnte JoWooD mit Titeln wie Die Völker weitere Erfolge feiern. Im Juni 2000 erfolgte dann der Börsengang, um die finanzielle Basis für eine weitere Expansion zu erlangen.
Mit dem neuen Kapital begann man Entwicklerfirmen und Know-how aufzukaufen, darunter bereits vor dem Börsengang das Studio Wings Simulations. Im September erwarb JoWood das Unternehmen Neon Studios. Den Abschluss bildete im Dezember das deutsche Studio Massive Development, welches zu dieser Zeit das Spiel AquaNox und eine eigene 3D-Engine, die KRASS Engine entwickelte. Die Grafik-Engine wurde später von JoWooD für weitere Spieletitel verwendet. In 2001 schloss JoWood im Jänner zunächst ein gegenseitiges Vertriebsabkommen mit Infogrames und übernahm gleichzeitig die Mehrheit am österreichischen Distributor Dynamic Systems Software. Im Februar eröffnete JoWood eine Niederlassung in Offenbach und übernahm im Mai schließlich von Infogrames den deutschen Distributor Leisuresoft. Weitere Vertriebsbüros wurden in England (März) und Japan (Mai) eröffnet.
Im Jahr 2002 stand JoWood allerdings kurz vor der Insolvenz, konnte diese jedoch abwenden. Unter anderem übernahm das Unternehmen das Computerspiel-Portfolio des Spieleverlags Ravensburger, der Ravensburger Interactive Media GmbH, darunter Arx Fatalis, Wildlife Park und die Konsolenversion von Aquanox. Hierfür führte der Konzern eine Kapitalerhöhung durch und entließ die Hälfte der Belegschaft seiner Produktions- und Distributionssparte. Die Kapitalerhöhung fiel positiver aus als erwartet und durch den Erfolg von Titeln wie Gothic II konnten die Finanzen schließlich saniert werden. Im Juni 2003 führte JoWood eine weitere Kapitalerhöhung durch.

### Zweite finanzielle Krise
2004 kam der Online-Shooter Söldner: Secret Wars auf den Markt, der aufgrund einer verfrühten Veröffentlichung jedoch so gravierende Fehler enthielt, dass ein Spielen fast unmöglich war. Im Dezember 2004 trat der Aufsichtsrat von JoWooD geschlossen zurück, da die Internationalisierung des Unternehmens nicht wie gewünscht vorankam. Im Jänner 2005 verließ Jowood-Gründer Andreas Tobler das Unternehmen und wurde durch Albert Seidl von der Capital Bank ersetzt.
Gegen Ende 2005 kam es zu einem Rechtsstreit zwischen JoWooD und dem australischen Unternehmen Perception, das ursprünglich den Titel Stargate SG-1 für JoWooD entwickeln sollte. Perception stellte einen erfolglosen Konkursantrag gegen JoWooD wegen ausgebliebener Zahlungen, während JoWooD eine Betrugsanzeige gegen Perception einbrachte, da laut JoWooD bei der Produktion weder die gewünschte Qualität geliefert noch der vereinbarte Zeitrahmen eingehalten wurde. Das Spiel wurde Anfang 2006 endgültig eingestellt und allen Mitarbeitern gekündigt. JoWooD selbst stand nach dem Rechtsstreit erneut kurz vor der Insolvenz. Am 17. November 2005 gab JoWooD den Einstieg von Koch Media GmbH als strategischen Investor bekannt. Im Rahmen eines Debt Equity Swaps verzichtete Koch Media auf Forderungen gegenüber JoWooD. Im Jänner 2006 stand eine weitere Barkapitalerhöhung ins Haus.
JoWooD versuchte anschließend eine Neuausrichtung des Unternehmens. Man wollte von nun an als reiner Publisher und Videospielevertrieb auftreten. Bis 2006 wurden alle fünf internen Entwicklungsstudios der Firma (JoWooD Vienna und Studio Ebensee in Österreich, in Deutschland Wings Simulations, Massive Development und Neon Studios) geschlossen. Unternehmenseigene Technologien, wie etwa die KRASS Engine, ebenso wie einige in Entwicklung befindliche Titel wurden nicht mehr weiterentwickelt.

### Zeit als Publisher
Ende 2006 kam das Spiel Gothic 3 des Entwicklers Piranha Bytes auf den Markt, das jedoch bei Markteinführung ebenfalls wieder gravierende Fehler enthielt. Piranha Bytes beschuldigte JoWooD später, man sei zu einer verfrühten Veröffentlichung gezwungen worden. JoWooD und Piranha Bytes beendeten nach Gothic 3 die Zusammenarbeit und es entstand erneut ein schwerer Imageschaden für JoWooD.
Am 11. Jänner 2007 gab JoWooD die Übernahme des kanadischen Publishers Dreamcatcher Inc. bekannt. Die Übernahme hatte eine Erweiterung der Distributionskapazität im amerikanischen Raum zur Folge. Die Mitarbeiter des neuen Tochterunternehmens operierten weiterhin von Toronto aus. Dreamcatcher Inc. hatte unter anderem Spiele wie Painkiller, Cold War, Dungeon Lords und Agatha Christie: Und dann gabs keinen mehr vertrieben, teilweise unter dem Label The Adventure Company.
Am 1. März 2007 wurde durch JoWooD ein Markenrelaunch des Labels durchgeführt. Die Änderungen umfassen ein neues Logo, ein neuer Internetauftritt sowie die Gründung der Dachmarke JoWooD Group mit den untergeordneten Marken JoWooD, G-Stars, Dreamcatcher, The Adventure Company und SilverLine Software.
Laut einem Bericht von boerse-express.com trennte sich der Hauptaktionär Koch Media seit 2007 von seinen Anteilen. So unterschritt das Unternehmen bereits am 21. Mai 2007 die Meldeschwelle von 10 %. JoWooD selbst gab am 12. März 2008 bekannt, dass Koch Media seit dem 11. März 2008 keine Aktien des Unternehmens mehr besitzt.
2009 erwirtschaftete das Unternehmen noch einen Umsatz von 25,33 Mio. Euro, was einer Steigerung von 1,2 % gegenüber 2008 entsprach. 2010 brachen Umsatz und Gewinn bei JoWooD jedoch drastisch ein. Im ersten Halbjahr 2010 erreichte das Unternehmen nur noch einen Umsatz von 2,6 Millionen Euro und musste in derselben Zeit einen Verlust in Höhe von 20,6 Millionen Euro verbuchen. Im April ging Vorstandschef Albert Seidl, Ende Oktober verlor JoWooD außerdem seinen Finanzvorstand Klemens Kreuzer. Die Halbjahresbilanz wurde mehrfach verschoben, dann wurde Anfang November bekannt gegeben, dass der Verlust das halbe Grundkapital aufgezehrt hatte. Zur Verlustabdeckung wurde ein Kapitalschnitt 7:2 eingeleitet.
Einer der letzten größeren, von JoWooD vertriebenen Titel, das vom deutschen Unternehmen Spellbound Entertainment entwickelte Arcania – Gothic 4, welches im Vorfeld als Hoffnungsträger für das Unternehmen gehandelt wurde, erhielt von der Fachpresse nur mittelmäßige bis negative Beurteilungen und blieb in puncto Verkaufszahlen weit hinter dem Vorgänger zurück. Während Gothic 4, das sowohl für Xbox 360 als auch für PC erschien, in der ersten Woche etwa 31.000 Mal verkauft wurde, kam Gothic 3, der Vorgänger, der nur für PC erschien, auf 150.000 Verkäufe.

### Insolvenz und Schließung
Am 7. Jänner 2011 musste JoWooD Insolvenz anmelden, da zuletzt eine interne Restrukturierung gescheitert war. Die Passiva beliefen sich laut KSV auf 22 Millionen Euro, zuletzt wurden 85 Mitarbeiter beschäftigt, 20 bis 25 davon in Österreich. Ein Sanierungsverfahren wurde beim Handelsgericht in Wien beantragt. Der Insolvenz vorausgegangen war am 5. Jänner 2011 eine Klage am Wiener Gericht um 2,36 Millionen Euro gegen den Publisher Koch Media, um die Differenz der zugesagten Einlagen zu bekommen. Gemäß JoWooD-Management haben diese beim Einstieg 2005 nur einen Wert von 4,04 Millionen Euro gehabt, zugesagt seien aber 6,4 Millionen Euro gewesen. Am 22. April 2011 wurde bekannt, dass die Verhandlungen mit möglichen Investoren geplatzt sind und das Sanierungsverfahren somit eingestellt wurde. Zuletzt waren noch 24 Beschäftigte im Unternehmen tätig. JoWooD befand sich zu rund 76 % im Streubesitz, knapp 14 % hielt die kanadische VenGrowth Technology, jeweils etwa 5 % die Erste-Sparinvest KAG und Pioneer Investments Austria Ltd. der Bank Austria.
Im August 2011 wurde bekannt, dass der schwedische Hersteller Nordic Games über eine eigens gegründete österreichische Tochtergesellschaft die Markenrechte von JoWooD und The Adventure Company übernommen hatte.

## Veröffentlichte Spiele (Auswahl)
- Against Rome
- Aquanox
- Aquanox 2: Revelation
- Arcania
- Archangel
- Arx Fatalis
- Böse Nachbarn 1 und 2
- Böse Nachbarn DS
- Chaser
- Cold Zero
- Cultures
  - Cultures: Die Entdeckung Vinlands (Add-on)
  - Cultures: Die Rache des Regengottes (Add-on)
- Cultures 2: Die Tore Asgards
- Die Gilde
- Die Gilde 2
  - Die Gilde 2: Die Seeräuber der Hanse (Add-on)
  - Die Gilde 2: Venedig (Standalone-Add-on)
  - Die Gilde 2: Renaissance (Standalone-Add-on)
- Die Völker
- Die Völker II – Aufstieg zum Königreich
- Freak Out – Extrem Freeride
- Gorasul
- Gothic II
  - Gothic II: Die Nacht des Raben (Add-on)
- Gothic 3
  - Gothic 3: Götterdämmerung (Standalone-Add-on)
- Itch![39]
- King of the Road
- Legend of Kay
- Mayday: Conflict Earth
- Nikopol: Die Rückkehr des Unsterblichen
- Panzer Elite Action
  - Panzer Elite Action: Dunes of War (Add-on)
- Railroad Pioneer
- Pusher[40]
- Rally Trophy
- Silent Storm
- Silent Storm: Sentinels (Add-on)
- Ski Racing 2005
- Ski Racing 2006
- Söldner – Secret Wars (SSW)
- Söldner: Marine Corps (Add-on)
- Söldner: Gold Edition (SSW bzw. Reloaded incl. Add-on)
- SpellForce: The Order of Dawn
  - SpellForce: The Breath of Winter (Add-on)
  - SpellForce: Shadow of the Phoenix (Add-on)
- SpellForce 2: Shadow Wars
  - SpellForce 2: Dragon Storm (Add-on)
- Thandor – Die Invasion
- Torchlight
- Wildlife Park
- Yetisports
- Zax – The Alien Hunter

sowie die Giganten-Reihe
- Hotel Gigant
- Der Industriegigant
- Der Industriegigant 2
- Der Transportgigant
  - Der Transportgigant: Down Under (Add-on)
- Der Verkehrsgigant

## Kritik
JoWooD wurde aufgrund der Veröffentlichung unfertiger Versionen von Spielen wiederholt stark kritisiert, insbesondere bei den Spielen Söldner: Secret Wars sowie Gothic 3 und dessen Add-on. Bei Gothic 3 wurde die stark fehlerbehaftete Goldmasterversion zurückgezogen, nachdem Spielemagazine sich aufgrund der vielen Fehler geweigert hatten, eine positive Wertung abzugeben und anwaltliche Drohungen an die Spielemagazine nicht die gewünschte Wirkung hatten. In einem Interview mit dem Online-Games-Magazin Krawall.de bestätigte Produzent Michael Paeck diese Fehler, kündigte jedoch gleichzeitig eine neue Masterversion sowie einen Patch an, der am Releasetag die restlichen Fehler beseitigen soll. Community-Manager Johann Ertl bestätigte in einem Internetforum ebenfalls, dass jeder am 13. Oktober ein „herausragendes und stabiles Game“ haben würde. Dennoch wurde auch die überarbeitete Fassung des Spiels aufgrund zahlreicher Bugs kritisiert.